# Tomomi Kahala
Tomomi Kahala (japonès: 華原朋美)  (Tòquio, 17 d'agost de 1974) és una cantant de pop japonesa.
Es va fer famosa pel seu treball amb Tetsuya Komuro, que li va portar un gran èxit com a productora als anys noranta. Tomomi Kahara va causar força enrenou quan es va separar del productor després d'anys de col·laboració rendible. Amb el llançament del seu primer àlbum One Fine Day sense les seves influències, les seves vendes van baixar ràpidament. Després d'una llarga onada de malalties, va ser alliberada del seu segell el 29 de juny de 2007.

## Carrera musical
Mentre treballava amb Tetsuya Komuro, el seu primer senzill Keep Yourself Alive va ser llançat a finals de 1995 i va arribar al número 8 a les llistes amb més de 360.000 vendes. El seu segon senzill I Believe es va convertir en el seu primer èxit d'un milió de dòlars i la va portar a l'atenció del públic. El març de 1996, el seu senzill I'm Proud va arribar al segon lloc de les llistes i es va convertir en el seu senzill més venut. El juny de 1996 va llançar finalment el seu primer àlbum Love Brace, que va vendre un total de més de 2,5 milions de còpies.
En el període següent, Tomomi Kahara va llançar molts senzills que van arribar immediatament al cim de les llistes d'Oricon. El seu segon àlbum, Storytelling, va ser llançat l'1 de desembre de 1997 i, com el seu predecessor, va arribar al número 1 de les llistes, però només va vendre 1,3 milions, molt menys que el seu primer àlbum.

## Declivi
Des del llançament del seu segon àlbum, Storytelling, la seva popularitat ha començat a disminuir i la seva relació amb el seu productor, Tetsuya Komuro, ha continuat debilitant. El seu següent senzill, tumblin daus, només va arribar als 20 primers i les seves obres musicals no van tornar a ocupar el primer lloc de les llistes. El seu següent àlbum, nou cubs, només va vendre unes deprimentes 261.000 còpies i no era de cap manera comparable als seus àlbums d'estudi anteriors.
El cessament de la feina amb Tetsuya Komuro va posar en mala llum a Tomomi Kahara amb els consumidors japonesos a causa dels escàndols i amenaces de suïcidi que es van produir. Va deixar la seva companyia discogràfica, que posteriorment va llançar un àlbum seu que va arribar al número 1 de les llistes amb 600.000 còpies venudes. En aquest moment, Ami Suzuki s'estava comercialitzant cada cop més als mitjans com a successora de Tomomi Kahara.
Després d'una calma, Tomomi Kahara va reprendre les seves activitats en el negoci de la música i va treballar en el seu retorn amb Warner Music.

## Retorn
Després de separar-se del seu mànager Tetsuya Komuro, va gravar noves cançons amb el productor d'èxit internacional Andy Marvel. D'aquesta col·laboració van sortir els àlbums One Fine Day i Love Again.
Va signar amb Universal Music el 2004, va tornar a gravar alguns dels seus grans èxits i també va fer versions de cançons d'artistes internacionals com Michael Jackson. El seu àlbum més venut d'aquell període va ser de poc més de 50.000 i el seu últim àlbum, Naked, només va vendre unes 12.000 còpies. Malgrat les baixes xifres de vendes, va continuar apareixent als mitjans japonesos.
Després d'anys de fama mitjana, Tomomi Kahara va tornar a destacar el 2006 quan va llançar un nou llibre de fotos. Es va llançar amb 2 preservatius de maduixa sota el nom de Crystallize II i es va vendre inesperadament bé. Es va convertir en una de les artistes principals del DVD Sound of Music japonès i va gravar un tema per al drama NHK Taiga.
Tomomi Kahara va ser acomiadada de la seva agència el 29 de juny de 2007, ja que els repetits problemes personals li van impedir actuar professionalment. Des d'aleshores, no ha publicat més gravacions.

## Discograhia
Singles
1. Keep Yourself Alive (08.09.1995)
2. Love Brace (22.07.1996)
3. I'm Proud (06.03.1996)
4. Save Your Dream (02.10.1996)
5. Hate Tell a Lie (23.04.1997)
6. Love is All Music (02.07.1997)
7. Tanoshiku Tanoshiku Yasashikune - たのしく たのしく やさしくね (18.09.1997)
8. I Wanna Go (11.02.1998)
9. You Don't Give Up (18.04.1998)
10. Tumblin' Dice (17.06.1998)
11. Here We Are (29.07.1998)
12. Daily News (21.10.1998)
13. As a Person (22.07.1999)
14. Be Honest (27.10.1999)
15. Believe in Future (23.02.2000)
16. Blue Sky (26.07.2000)
17. Never Say Never -Japanese version- (18.04.2001)
18. Precious -Japanese version- (08.08.2001)
19. Anata no Kakera - あなたのかけら (24.10.2001)
20. Akiramemashou - あきらめましょう (24.04.2002)
21. Pleasure - Crayon Shin-chan Opening Theme (26.02.2003)
22. Anata ga Ireba - あなたがいれば (29.09.2004)
23. Namida no Tsuduki - 涙の続き (25.05.2005)
24. Hana / Keep on Running - 華 (22.02.2006)
25. Ano Sayonara ni Sayonara wo - あのさよならにさよならを (05.07.2006)

### Àlbums
1. Love Brace (03.06.1996)[4][5]
2. Storytelling (24.12.1997)
3. Nine Cubes (26.11.1998)
4. One Fine Day (25.11.1999)
5. Love Again (21.11.2001)
6. Naked ~10th Anniversary Album (29.06.2005)

### Gratest hits
1. Kahala Compilation (10.02.1999)
2. Best Selection (27.09.2001)
3. Natural Breeze ~Kahala Best 1998-2002~ (17.07.2002)
4. Super Best Singles ~10th Anniversary (14.12.2005)

## Awards
| Any  | Premis                                                                                   |
| ---- | ---------------------------------------------------------------------------------------- |
| 1995 | Fuji Television Visual Queen of the Year '95 - (Vídeo by "Paradox")                      |
| 1995 | Japan Usen Awards - New Artist & Best New Artist (Song by "I Believe")                   |
| 1995 | All Japan Request Awards - Best New Artist (Song by "I Believe")                         |
| 1995 | Japan Record Awards - New Artist (Song by "I Believe")                                   |
| 1996 | Japan Gold Disk Awards - Best 5 New Artist                                               |
| 1996 | Japan Usen Awards - Exellence Prize                                                      |
| 1996 | All Japan Request Awards - Yomiuri Telecasting Gold Artist                               |
| 1996 | Japan Record Awards - Exellence Prize (Song by "I'm Proud")                              |
| 1997 | Japan Gold Disk Awards - Best 5 Artist                                                   |
| 1997 | Japan Usen Awards - Exellence Prize (Song by "Hate Tell a Lie")                          |
| 1997 | All Japan Request Awards - Yomiuri Telecasting Special Award (Song by "Hate Tell a Lie") |
| 1998 | Japan Gold Disk Awards - Pop Àlbum of the Year (Àlbum by "Storytelling")                 |
| 2004 | Japan Record Awards - Gold Prize (Song by "Anata ga Ireba (あなたがいれば)")             |
| 2005 | Queen of the "Nattō"                                                                     |

## Musical
- Anne auf Green Gables – Anne Shirley (2005 - 2006)
- The Beautiful Game – Christine Warner (2006)
- Yu-ming Musical Song Girlfriends – Mariko (2006)